# Prins van Waleseiland (Alaska)
Prins van Waleseiland (Engels: Prince of Wales Island, Haida: Taan) is een Amerikaans eiland, onderdeel van de Alexanderarchipel in de Grote Oceaan voor de kust van de Alaska Panhandle. 

## Geografie
Met een lengte van 217 km en een breedte van 72 km heeft het eiland een oppervlakte van 6.674 km², waarmee het het op drie na grootste eiland is van de Verenigde Staten. Het hoogste punt op het eiland is de 1.146 m hoge Copper Mountain. 

### Wateren en eilanden
Het eiland wordt omgeven door diverse zeestraten en eilanden. Ten noorden en noordwesten van het eiland ligt de Sumner Strait met aan de overzijde ten noordwesten het Kuiu Island en naar het noorden Kupreanof Island. Langs de gehele oostkust ligt de Clarence Strait, met aan de overzijde naar het noordoosten Zarembo Island en Etolin Island, in het oosten het Cleveland Peninsula van het vasteland van Alaska en in het zuidoosten Revillagigedo Island, Gravina Island, Annette Island en Duke Island. Ten zuiden van het eiland ligt de Dixon Entrance met aan de overzijde het Canadese Grahameiland in Brits-Columbia. Ten zuidwesten van het eiland liggen Cordova Bay, Hetta Inlet, Sukkwan Strait, Tlevak Strait en de Meares Passage met de eilanden Long Island, Sukkwan Island en Dall Island. Ten westen van het eiland liggen de Ulloa Channel, Bucareli Bay, San Alberto Bay, het San Christoval Channel, de Golf van Esquibel en Tonowek Bay met aan de overzijde Suemez Island, Saint Ignace Island, Baker Island, San Juan Bautista Island, San Fernando Island, Maurelle Islands en Heceta Island. Ten noordwesten van het eiland liggen de Tonowek Narrows, Karheen Passage, Tuxekan Passage, El Capitan Passage, Shakan Strait en Shakan Bay met aan de overzijde Tuxekan Island, El Capitan Island, Orr Island, Spanberg Island en Kosciusko Island.
In het zuidoosten snijden de wateren Kasaan Bay, Cholmondeley Sound en Moira Sound respectievelijk 32, 26 en 20 kilometer diep in op het eiland.

## Bevolking
In 2000 woonden er circa 6.000 personen. Craig is de grootste locatie met ongeveer 1.000 inwoners. Prins van Wales-eiland is de bakermat van de Haida, die eveneens op de Haida Gwaii in Canada gevestigd zijn.
Holly Madison is een voormalige bewoonster van het Prins van Wales-eiland.